# 성인 신고식
"성인 신고식"는 한국에서 제작된 김두영 감독의 1990년 영화이다. 이상아 등이 주연으로 출연하였고 신현택 등이 제작에 참여하였다.

## 출연

### 주연
- 이상아
- 민규
- 주민

## 기타
- 조명: 김석진